# Orectochilus orbisonorum
Orectochilus orbisonorum – gatunek chrząszcza z rodziny krętakowatych. Występuje w Indiach. Został  nazwany na cześć zmarłego piosenkarza i wokalisty rockowego Roya Orbisona i jego żony Barbary.